# Jakob Riedl (Synchronsprecher)
Jakob Riedl ist ein deutscher Synchronsprecher, Regisseur und Hörspielautor.

## Leben
Riedl absolvierte eine Schauspiel- und Sprechausbildung an der Akademie der bildenden Künste München und ist seit den 1990er Jahren als Sprecher für Filmproduktionen tätig. Seine Stimme ist in über 300 Kino-, Dokumentar- und TV-Filmen zu hören.
Unter dem Pseudonym Jakob Schiefer schreibt und produziert er auch Hörspiele. Er lebt und arbeitet in München.

## Sprechrollen (Auswahl)
- seit 1997: Trey Parker (als „Randy Marsh (3. Stimme)“) in South Park
- 2001: Gaius Pupus in Asterix erobert Rom (bayrisch)
- 2005: Alan Cumming (als Der Aufklärer) in Kifferwahn
- 2006: Lee Pace (als Richard Hayes) in Der Gute Hirte
- 2006: Terry Serpico (als Michael Kerry) in Find Me Guilty – Der Mafiaprozess
- 2006: James Urbaniak (als Buchhalter) in Kidnapped – 13 Tage Hoffnung
- 2007: Jody Racicot (als Fahrkartenverkäufer) in Der Glücksbringer
- 2008: Matt King (als Cockerell) in Tintenherz
- 2008: Rico Simonini (als Detective Sergeant Amerini) in Max Payne
- 2009: Steve Valentine (als Archie) in Die Zauberer vom Waverly Place – Der Film
- 2015, 2017: Patrick Fischler (als Isaac Heller) in Once Upon a Time – Es war einmal …
- 2015: Ben Moor (als Pfleger Sam) in Im Himmel trägt man hohe Schuhe
- 2016: Hallvard Holmen in Nobel als Rolf Inherad
- 2019: Hichem Yacoubi in Auf der Couch in Tunis als Raouf
- 2019–2020: Keong Sim in Dead to Me als Pastor Wayne
- 2019–2022: Mark Proksch in What We Do in the Shadows als Colin Robinson

## Serien
- Theo, das blaue Fragezeichen bei Was ist was TV